# Иосиф (Семашко)
Митрополи́т Ио́сиф (в миру Ио́сиф Ио́сифович Сема́шко; 25 декабря 1798 (5 января 1799), село Павловск, Липовецкий уезд, Киевская губерния — 23 ноября (5 декабря) 1868, Вильна) — епископ Русской православной церкви, с 1840 года архиепископ Литовский и Виленский (с 30 марта 1852 года митрополит). Почётный член Петербургской академии наук (1858).
Известен своей ролью в воссоединении униатской церкви Северо-Западного края с православием; проводил русификаторскую политику в Западном крае, противопоставляя её полонизации.

## Семья и образование
Родился в селе Павловске Липовецкого уезда Киевской губернии в семье Иосифа Тимофеевича Семашко, небогатого дворянина, ставшего затем униатским священником.
Его детство прошло в православном (малорусском) окружении; по воскресным дням и праздникам родитель посылал его к службе в православный храм. С юных лет отличался трудолюбием и тягой к знаниям. В 1816 году первым учеником окончил немировскую школу, всё преподавание в которой велось на польском языке; в 1820 году — Главную духовную семинарию при Виленском университете со степенью магистра богословия. Обучение в учебных заведениях, в которых царил польский дух, не только не ополячило Иосифа Семашко, но наоборот усилило в нём русофильские настроения.

## Униатский священник
6 октября 1820 года был посвящён в иподиакона; 26 декабря того же года — в диакона. 28 декабря 1821 года по предложению Луцкого грекокатолического епископа принял сан священника без вступления в супружество.
В 1820—1822 годах состояли заседателем Луцкой консистории и наставником Луцкой ставленнической семинарии. 7 января 1822 года получил сан протопресвитера. 20 июня того же года был избран в асессоры духовной коллегии, состоя в которой противостоял посягательствам со стороны латинского духовенства. В 1827 года, по предложению российского правительства, подготовил записку, в которой предложил проект по постепенному присоединению грекокатолической церкви к православию; 17 января 1828 года представил новый документ, в котором изложил конкретный план мероприятий для реализации своего проекта. 22 апреля 1828 император Николай I издал указ, в котором были учтены многие его предложения: в частности, из 2-го департамента Римско-католической духовной коллегии в виде самостоятельного органа была учреждена отдельная греко-униатская духовная коллегия (членом которой он был определён; во главе её стал униатский митрополит Иосафат Булгак, сокращено число униатских епархий с четырёх до двух (Белорусской и Литовской), преобразован состав униатских консисторий и др. Было принято решение открыть Жировицкую духовную семинарию для подготовки униатского духовенства. Кроме того, были поставлены под контроль епархиальной власти члены базилианского монашеского ордена (главной опоры Рима в среде униатов).

## Униатский епископ
В 1829 году принял монашеский постриг; 4 августа того же года в Петербурге был хиротонисан во епископа (униатского) Мстиславского, викария Полоцкой епархии.
В 1833 году вновь обращался с просьбой о личном присоединении к православию; однако российские власти предложили ему не идти на этот шаг, обещая активизировать процесс присоединения униатов и предоставить епископу Семашко более широкие возможности для этой деятельности. Одним из стимулов для правительства пойти навстречу инициативам епископа стало подавление польского восстания 1830—1831 годов, после которого правительство начало существенно ограничивать возможности Римско-католической церкви.
2 апреля 1833 года Высочайше определен епископом Литовской греко-униатской епархии, оставаясь при этом членом греко-униатской коллегии. В этом качестве предпринимал решительные шаги по введению в епархии православных традиций — в церквях возводились иконостасы, богослужения проводились по служебникам московской печати, из храмов убирались органы. Часто посещал приходы, вступал в конфликты с той частью духовенства, которая продолжала ориентироваться на Рим. Был противником индивидуальных присоединений униатов к православию, считая, что такие обращения лишь препятствуют реализации его плана. В 1835 году был назначен членом особого секретного комитета, образованного для направления униатских дел, и членом комиссии духовных училищ, которой подчинялись все униатские духовно-учебные заведения.
К 1837 году под влиянием епископа большинство униатских священников письменно подтвердили свою готовность присоединиться к православию. В том же году грекокатолическая церковь была подчинена ведению обер-прокурора Святейшего Синода. В 1838 году скончались два униатских архиерея, выступавших против присоединения к православию: председатель Униатской коллегии митрополит Иосафат Булгак и епископ Иоасафат Жарский. 2 марта 1838 года председателем коллегии стал Иосиф Семашко. К этому времени все три оставшихся униатских епископа были сторонниками присоединения к православию.

## Полоцкий собор
12 февраля 1839 года, в Неделю православия, в Полоцке во время его совместного служения с двумя другими сочувствовавшими его делу униатскими архиереями — Полоцким Василием (Лужинским) и викарным епископом Брестским Антонием (Зубко) — был принят акт присоединении униатской церкви к православной и составлено всеподданнейшее прошение о том государю с приложением 1305 подписей духовных лиц; последнее было Высочайше одобрено 25 марта того же года. В связи с этим событием была отчеканена специальная медаль с надписью «Отторгнутые насилием (1596) воссоединены любовию (1839)». Всего в православие перешли свыше 1600 приходов с более чем 1 млн 600 тысяч верующих.

Сам владыка Иосиф так описывал свои чувства: 
…я с детства имел… душевное влечение к России и всему русскому… Неизмеримая Россия, связанная одною верою, одним языком, направляемая к благой цели одной волею, стала для меня лестным, великим отечеством, которому служить, благу которого споспешествовать считал я для себя священным долгом — вот сила, которая подвигла меня на воссоединение униатов, отверженных в смутные времена от величественного русского православного древа… Пламенное усердие к этому делу в течение 12 лет (1827—1839) постигло все мое существование.
30 марта 1839 года греко-униатская духовная коллегия была переименована в Белорусско-Литовскую, председателем которой стал владыка Иосиф с возведением в сан архиепископа.

## Православный архиерей
6 апреля 1840 года, после создания Литовской православной епархии, наименован архиепископом Литовским и Виленским.
Занимался ликвидацией остатков католического влияния на бывшее грекокатолическое духовенство, обновлением и украшением храмов, улучшением быта священнослужителей. В 1842 году был назначен членом комитета по делам о раскольниках и отступниках от православия. В 1842 году кафедра православного архиерея была переведена из местечка Жировицы в Вильну, что усилило конфликтные отношения между владыкой Иосифом и римско-католическим духовенством, которое считало его отступником.
С 1 апреля 1847 года — член Святейшего Синода. Делал большие пожертвования в пользу бедных, в голодные годы организовал раздачу хлеба всем нуждавшимся без различия вероисповедания, мужественно вёл себя во время эпидемии холеры. В период его управления епархией были открыты 222 приходских училища с 2700 учениками, в 1860 году учреждено первое женское училище.
Из-за своего конфликта с генерал-губернатором Д. Г. Бибиковым, просил уволить его на покой, но его прошения отклонялись.
30 марта 1852 года был возведён в сан митрополита, что для синодального периода явилось уникальным случаем возведения в митрополичий сан архиерея на провинциальной кафедре.
В 1855 году направил обер-прокурору Святейшего Синода секретное письмо о необходимости усиления православно-русского элемента в местном чиновничестве, ввиду возможности нового польского мятежа. Публикация письма в «Колоколе» А. Герцена явилась одной из причин его конфликта с Виленским генерал-губернатором В. И. Назимовым, которого он подозревал в передаче материала Герцену.
В 1859 году высокопреосвященный Иосиф, митрополит Литовский и Виленский, член Святейшего Правительствующего Синода, Священно-Архимандрит Виленского Свято-Духового монастыря, являлся также действительным членом личного состава Музеума древностей Виленской археологической комиссии.
В феврале 1859 года через обер-прокурора Святейшего Синода направил императору Александру II записку о гибельных последствиях примирительной политики в отношении поляков и латинской пропаганды в Западном крае.
В 1863 году, во время нового польского восстания последовательно выступал на стороне российского правительства, обратившись к пастве с призывом сохранить верность русскому царю и православной вере. Митрополит оказал материальную поддержку пострадавшему во время восстания православному духовенству, восстановил и вновь построил несколько церквей. В 1865—1866 годах в епархии открылись 19 новых приходов, около 30 тысяч католиков приняли православие (в значительной степени под влиянием правительственных репрессий в ходе подавления восстания и после его окончания, хотя некоторая часть таких переходов носили искренний характер).
Любимым занятием митрополита было чтение книг. Собрал большую библиотеку, в которую входили книги по богословию, истории, естественным наукам, периодические издания на русском и иностранных языках. Большинство из них он ещё при жизни передал в Литовскую духовную семинарию, а остальные пополнили библиотеку этого учебного заведения после его смерти. Интересовался землеведением, статистикой, географией. На досуге занимался физическим трудом на свежем воздухе.
Писал мемуары; его «Записки» в трёх томах были опубликованы в Санкт-Петербурге в 1883 году. Был знаком с многими выдающимися мыслителями современности, такими как Н. М. Карамзин, А. С. Шишков и другими. Особенно близко ему было общественно-политическое течение «западноруссизм», деятели которого, такие как М. О. Коялович и его историческая школа, выступали за единство русского народа в трёх его ветвях — белорусской, великорусской и малорусской, боролись против польского католического засилья в западнорусских областях.
Скончался 23 ноября 1868 года в Вильне. Отпевание совершено 29 ноября в Николаевском соборе Вильны: возглавлял архиепископ Харьковский Макарий (Булгаков) (впоследствии митрополит Московский); на богослужении, среди прочих, присутствовали обер-прокурор Святейшего Синода граф Д. А. Толстой и главный начальник края А. Л. Потапов. Гроб был опущен в каменный склеп в пещерном храме виленских мучеников в Свято-Духовской церкви одноимённого монастыря; сверху положена доска с надписью: «Помяни, Господи, во царствии Твоем раба Твоего святителя Иосифа. Святии Виленские мученики Антоние, Иоанне и Евстафие, молите Бога о мне. 1850 года» (год изготовления доски по распоряжению покойного).

## Награды
- Орден Святой Анны 1-й степени (6 декабря 1833)[10]
- Орден Святого Владимира 2-й степени (1 апреля 1838)[11]
- Орден Святого Александра Невского (28 марта 1841); алмазные украшения к ордену (9 апреля 1849)[12]
- Орден Святого Владимира 1-й степени (9 апреля 1843)[12]
- Орден Святого апостола Андрея Первозванного (26 августа 1856)[13] (день коронации императора Александра II, в которой он участвовал, сослужа митрополиту Московскому Филарету).
- Медаль «В память войны 1853—1856»
- бриллиантовый крест для ношения на белом клобуке
- наперсный крест[14].